# Радехівська ЗОШ І—ІІІ ступенів № 1
Раде́хівська ЗОШ І—ІІІ ступенів № 1 — загальноосвітня школа в місті Радехові. Львівська область, Україна. Найбільший навчальний заклад Радехівського району.